# Hello Hooray
Singles de Alice Cooper
Elected
(1972) No More Mr. Nice Guy
(1973)
Hello Hooray est une chanson de Rolf Kempf et interprétée par Judy Collins, et plus tard reprise par le groupe Alice Cooper. La version d'Alice Cooper se classe au Royaume-Uni à la 6e position et se classe également 6e aux Pays-Bas. Hello Hooray est aussi classée en Autriche, à la 16e place et en Belgique, à la 19e position.

## Reprises
- 1968 - Judy Collins : Who Knows Where the Time Goes
- 1974 - Meg Christian : I Know You Know
- 1992 - Pig : A Stroll in the Pork
- 2013 - Frankenstein Drag Queens from Planet 13 : Little Box of Horrors